# وژمه (غزلنامه عشق افغانی)
وژمه، غزلنامه عشق افغانی فیلمی در ژانر درام به کارگردانی برمک اکرم است که در سال ۲۰۱۳ منتشر شد. این فیلمِ منتخبِ افغانستان برای هشتاد و ششمین دوره جوایز اسکار در بخش جایزه بهترین فیلم خارجی‌زبان این جشنواره بود اما نتوانست نامزد شود. این فیلم توانست برنده جایزه بهترین فیلمنامه دراماتیک در بخش سینمای جهانی در جشنواره ساندنس شود.

## داستان فیلم
داستان فیلم در خصوص دختری به نام وژمه است که در جامعه سنتی افغانستان که به مرد جوانی دل می‌بندد.

## بازیگران
- وژمه بهار
- مصطفی عبدالستار
- مالک اخلاقی